# كارول كرستين
كارول كرستين (هايلين، 28 يونيو 1964) عالم هولندي متخصص في الإسلام ومؤلف ومحرر لأحد عشر كتابًا. تدرب كمستعرب وعالم جنوب شرق آسيوي وباحث في الأديان، وهو حاليًا أستاذ الدراسات الإسلامية في جامعة لوفان الكاثوليكية في بلجيكا والقارئ الفخري في دراسة الإسلام والعالم الإسلامي في كلية كينجز لندن. تركز اهتماماته البحثية على العالم الإسلامي الحديث والمعاصر، ولا سيما التطورات السياسية والفكرية في السياقات الإقليمية والعالمية.

## مسار مهني مسار وظيفي
فيما عدا سنة التفرغ (1995-1996)، من عام 1988 حتى 2003 عمل كارول كرستين في شركة البناء والهندسة الهولندية بالاست نيدام Ballast. في عام 1989 تم نقله إلى المملكة العربية السعودية لتقديم الدعم لعمليات الشركة في الشرق الأوسط، حيث شغل عددًا من الموظفين ومناصب المشاريع بما في ذلك منصب الموظفين ومدير الخدمات العامة لعمليات الشركة في الشرق الأوسط (1996-2000). بعد مغادرة المملكة العربية السعودية في أواخر عام 2000 تم الإبقاء عليه كمستشار ومترجم حتى عام 2003. من عام 2002 حتى عام 2007 درس كرستين التاريخ والأديان الآسيوية في مركز الدراسات الدولية والدراسات العليا (المعروف الآن باسم معهد دراسات جنوب شرق آسيا) من جامعة باياب في شيانغ ماي تايلاند. بعد ذلك شغل مناصب في قسم اللاهوت والدراسات الدينية ومعهد دراسات الشرق الأوسط في في كلية كينجز لندن في الفترة (2007-2022) كمحاضر ومحاضر أول وأستاذ مشارك في دراسة الإسلام والعالم الإسلامي. في يوليو 2022 تم تعيينه أستاذًا باحثًا في الدراسات الإسلامية في كلية اللاهوت والدراسات الدينية في الجامعة الكاثوليكية في لوفين. وتقديراً لخدماته للجامعة وفي مجاله الأكاديمي اعتباراً من 2 يوليو 2022 منحته كينجز كوليدج لندن لقب "القارئ الفخري في دراسة الإسلام والعالم الإسلامي".